# Приз сім'ї Еммс
Приз сім'ї Еммс (англ. Emms Family Award) — індивідуальна нагорода, котра щорічно вручається найкращому новачку сезона в Онтарійській хокейній лізі.
Трофей було презентовано лізі Лейтоном «Гепом» Еммсом, колишнім власником кількох франшиз в ОХЛ.

## Переможці
| сезон     | гравець             | команда                                 | задрафтований в НХЛ                                      | позиція | вік |
| --------- | ------------------- | --------------------------------------- | -------------------------------------------------------- | ------- | --- |
| 1972-1973 | Денніс Марук        | Лондон Найтс                            | №21, 1975, Каліфорнія Голден-Сілс                        | Ф       | 17  |
| 1973-1974 | Джек Валікетт       | Су Сейнт Мері Ґрейгаундс                | №13, 1974, Торонто Мейпл-Ліфс                            | Ц       | 18  |
| 1974-1975 | Ден Ширер           | Гамільтон Фінкапс                       | —                                                        | Ф       | —   |
| 1975-1976 | Джон Тавелла        | Су Сейнт Мері Ґрейгаундс                | №127, 1976, Монреаль Канадієнс                           | Л       | 20  |
| 1976-1977 | Майк Ґартнер        | Ніаґара Фоллс Флаєрс                    | № 4, 1979, Вашингтон Кепіталс                            | П       | 17  |
| 1977-1978 | Вейн Ґретцкі        | Су Сейнт Мері Ґрейгаундс                | —                                                        | Ц       | 17  |
| 1978-1979 | Джон Ґудвін         | Су Сейнт Мері Ґрейгаундс                | —                                                        | Ц       | 17  |
| 1979-1980 | Брюс Дауі           | Торонто Мальборос                       | —                                                        | В       | 17  |
| 1980-1981 | Тоні Танті          | Ошава Дженералс                         | №12, 1981, Чикаго Блекгокс                               | Л       | 17  |
| 1981-1982 | Пет Вербік          | Садбері Вулвс                           | №43, 1982, Нью-Джерсі Девілс                             | П       | 17  |
| 1982-1983 | Брюс Кессіді        | Оттава 67-і                             | №18, 1983, Чикаго Блекгокс                               | З       | 17  |
| 1983-1984 | Шон Бурр            | Кітченер Рейнджерс                      | № 7, 1984, Детройт Ред-Вінгс                             | Л       | 17  |
| 1984-1985 | Дерек Кінґ          | Су Сейнт Мері Ґрейгаундс                | №13, 1985, Нью-Йорк Айлендерс                            | Л       |     |
| 1985-1986 | Лонні Лоач          | Гвелф Плейтерс                          | №98, 1986, Чикаго Блекгокс                               | Л       | 18  |
| 1986-1987 | Ендрю Кесселз       | Оттава 67-і                             | №17, 1987, Монреаль Канадієнс                            | Ц       | 17  |
| 1987-1988 | Рік Корріво         | Лонлон Найтс                            | №31, 1989, Сент-Луїс Блюз №168, 1991, Вашингтон Кепіталс | З       | 17  |
| 1988-1989 | Овен Нолан          | Корнуолл Роялс                          | № 1, 1990, Квебек Нордікс                                | П       | 17  |
| 1989-1990 | Кріс Лонґо          | Пітерборо Пітс                          | №51, 1990, Вашингтон Кепіталс                            | П       | 18  |
| 1990-1991 | Корі Стіллмен       | Віндзор Спітфаєрс                       | № 6, 1992, Калгарі Флеймс                                | Л       | 17  |
| 1991-1992 | Кріс Ґреттон        | Кінґстон Фронтенекс                     | № 3, 1993, Тампа-Бей Лайтнінг                            | Ц       | 16  |
| 1992-1993 | Джефф О'Ніл         | Гвелф Сторм                             | № 5, 1994, Гартфорд Вейлерс                              | П       | 17  |
| 1993-1994 | Віталій Ячменьов    | Норс-Бей Сентеніалс                     | №59, 1994, Лос-Анджелес Кінгс                            | П       | 19  |
| 1994-1995 | Брайан Берар        | Детройт-Дж. Ред-Вінгс                   | № 1, 1995, Оттава Сенаторс                               | З       | 18  |
| 1995-1996 | Джо Торнтон         | Су Сейнт Мері Ґрейгаундс                | № 1, 1997, Бостон Брюїнс                                 | Ц       | 16  |
| 1996-1997 | Пітер Сарно         | Віндзор Спітфаєрс                       | №141, 1997, Едмонтон Ойлерс                              | Ц       | 17  |
| 1997-1998 | Давід Леґванд       | Плімус Вейлерс                          | № 2, 1998, Нешвілл Предейторс                            | Ц       | 17  |
| 1998-1999 | Шелдон Кіфі         | Торонто Сент Майклс Меджорс Беррі Колтс | №47, 1999, Тампа-Бей Лайтнінг                            | П       | 18  |
| 1999-2000 | Дерек Рой           | Кітченер Рейнджерс                      | №32, 2001, Баффало Сейбрс                                | Ц       | 16  |
| 2000-2001 | Рік Неш             | Лондон Найтс                            | № 1, 2002, Колумбус Блю-Джекетс                          | Л/П     | 16  |
| 2001-2002 | Патрік О'Салліван   | Міссісоґа Айсдоґс                       | №53, 2003, Міннесота Вайлд                               | Л/П     | 17  |
| 2002-2003 | Роб Шремп           | Міссісоґа Айсдоґс                       | №25, 2004, Едмонтон Ойлерс                               | Ц       | 17  |
| 2003-2004 | Брайан Літл         | Беррі Колтс                             | №12, 2006, Атланта Трешерс                               | Ц       | 16  |
| 2004-2005 | Бенуа Пульйо        | Садбері Вулвс                           | № 4, 2005, Міннесота Вайлд                               | Л       | 18  |
| 2005-2006 | Джон Таварес        | Ошава Дженералс                         | № 1, 2009, Нью-Йорк Айлендерс                            | Ц       | 15  |
| 2006-2007 | Патрік Кейн         | Лондон Найтс                            | № 1, 2007, Чикаго Блекгокс                               | П       | 18  |
| 2007-2008 | Тейлор Голл         | Віндзор Спітфаєрс                       | № 1, 2010, Едмонтон Ойлерс                               | Л       | 16  |
| 2008-2009 | Євгеній Грачов      | Бремптон Бетельйон                      | №75, 2008, Нью-Йорк Рейнджерс                            | Л       | 19  |
| 2009-2010 | Метт Пумпел         | Пітерборо Пітс                          | №24, 2011, Оттава Сенаторс                               | Л       | 17  |
| 2010-2011 | Наїль Якупов        | Сарнія Стінг                            | № 1, 2012, Едмонтон Ойлерс                               | П       | 17  |
| 2011-2012 | Аарон Екблад        | Беррі Колтс                             | № 1, 2014, Флорида Пантерс                               | З       | 16  |
| 2012-2013 | Коннор Макдевід     | Ері Оттерс                              |                                                          | Ц       | 16  |
| 2013-2014 | Тревіс Конечни      | Оттава 67-і                             |                                                          | Ц       | 17  |
| 2014-2015 | Алекс Дебрінкет     | Ері Оттерс                              |                                                          | КН      | 17  |
| 2015-2016 | Александер Нюландер | Міссісога Стілгедс                      |                                                          | КН      | 18  |
| 2016-2017 | Раян Мерклі         | Гвелф Сторм                             |                                                          | З       | 16  |
| 2017-2018 | Андрій Свєчников    | Беррі Колтс                             |                                                          | КН      | 18  |